# Ориоло Романо
Орио̀ло Рома̀но (на италиански: Oriolo Romano) е малко градче и община в Централна Италия, провинция Витербо, регион Лацио. Разположено е на 420 m надморска височина. Населението на общината е 3759 души (към 2010 г.).